# Jérémie Souton
Jérémie Souton, né le 11 novembre 1990 sur l'île de La Réunion,, est un coureur cycliste français. Durant sa carrière, il participe à des compétitions sur route et sur piste.

## Biographie
Jérémie Souton est né en 1990 sur l'île de La Réunion. Il commence le cyclisme au Vélo Club Saint-Denis sur ses terres natales. 
En 2006, il se distingue en devenant champion de France sur route cadets (moins de 17 ans). Deux ans plus tard, il se classe troisième du championnat de France de poursuite et du contre-la-montre chez les juniors (moins de 19 ans). Il court ensuite durant deux saisons au Vendée U, alors réserve de l'équipe BBox Bouygues Telecom. Bon sprinteur, il peine toutefois à percer au plus haut niveau amateur, malgré quelques résultats. Mais il parvient à devenir champion de France de poursuite par équipes en 2010, sous les couleurs du comité des Pays de la Loire. 
En 2011, il intègre le CC Marmande 47. Il décide cependant de mettre un terme à sa carrière en cours de saison, après un hiver difficile. Pour entamer sa reconversion, il suit d'abord un BTS MUC en région parisienne en 2012. Il quitte cette formation au bout d'une année pour s'installer à Montauban, en compagnie de sa compagne. Dans le même temps, il se réoriente dans un BEP plomberie en alternance. Il reprend finalement le cyclisme vers 2017 en catégorie UFOLEP.

## Palmarès

### Palmarès sur route
- 2006
  -  Champion de France sur route cadets
- 2008
  - 2e du Trophée Louison-Bobet
  - 3e du championnat de France du contre-la-montre juniors
- 2009
  - Circuit des Vignes

### Palmarès sur piste
- 2006
  - 2e du championnat de France de poursuite cadets
- 2008
  - 3e du championnat de France de poursuite juniors
- 2010
  -  Champion de France de poursuite par équipes (avec Damien Gaudin, Benoît Daeninck, Julien Morice et Bryan Nauleau)

## Distinctions
- Vélo d'or cadets : 2006